# 6294 Черні
6294 Черні (6294 Czerny) — астероїд головного поясу, відкритий 11 лютого 1988 року.
Тіссеранів параметр щодо Юпітера — 3,597.